# ジャック＝フィリップ・コルニュ
ジャック＝フィリップ・コルニュ（Jacques-Philippe Cornut、Jacques-Philippe Cornuti、Jacobi Cornuti、1606年10月19日 – 1651年8月23日）はフランスの医師、植物学者である。
著書として、パリ近郊の植物の研究書、『パリの植物ハンドブック』（"Enchiridion botanicum parisiense"）やセント・ローレンス川からルイジアナ地域の植物の研究書『カナダの植物』（"Canadensium plantarum, aliarúmque nondum editarum historia nondum editarum historia cui adiectum est ad calcem enchiridion botanicum parisiense":Paris: Simon le Moyne, 1635） がある。生涯を通じて、541の種の記述を行った。『カナダの植物』の図版はピエール・バレ（Pierre Valet:1575-1650）が描いた。
カナダの植物について記述したにもかかわらず、一度も新大陸を訪れたことはなく、植物標本はフランス王、アンリ4世の庭園やパリ大学の医学部の庭園で植物栽培したヴェスパズィヤン・ロバン（Vespasien Robin）父子や、パリで多くの園芸庭園を所有するモラン家から入手した。北アメリカ東部の30以上のそれまで知られていなかった植物の記述し、図を示し、南アフリカの植物も紹介した。カール・フォン・リンネも『植物の種』（"Species Plantarum"）のなかでコルニュの著書から引用した。
シャルル・プリュミエによってシソ科 (Lamiaceae)の コルヌチア属（Cornutia）に献名された。

## 著書の画像

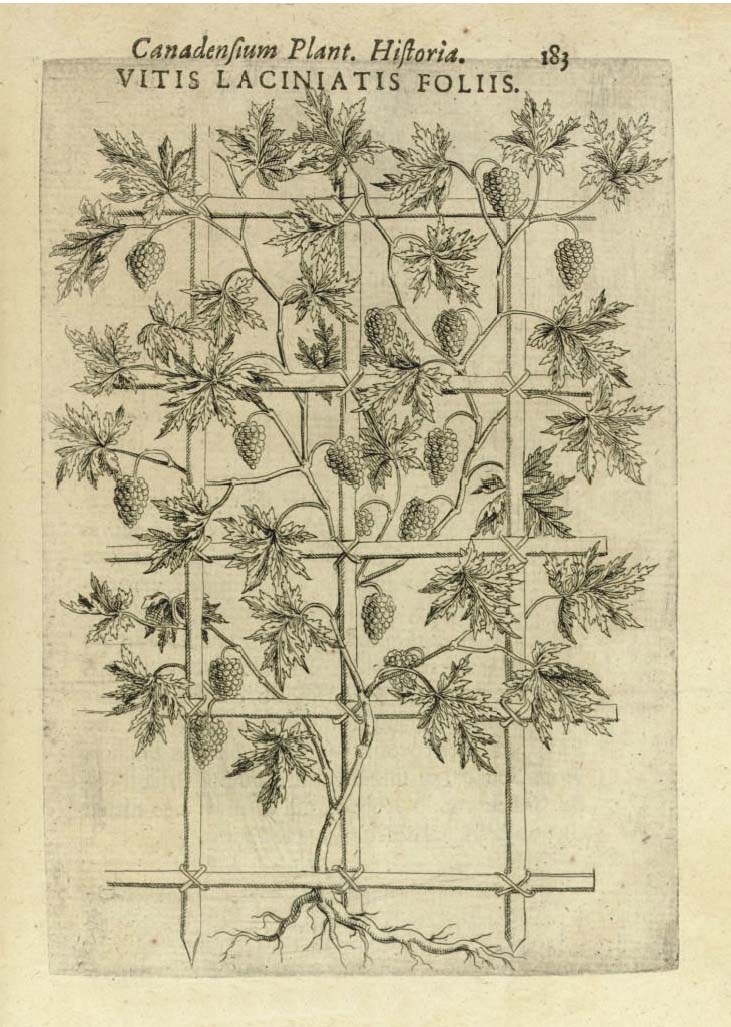
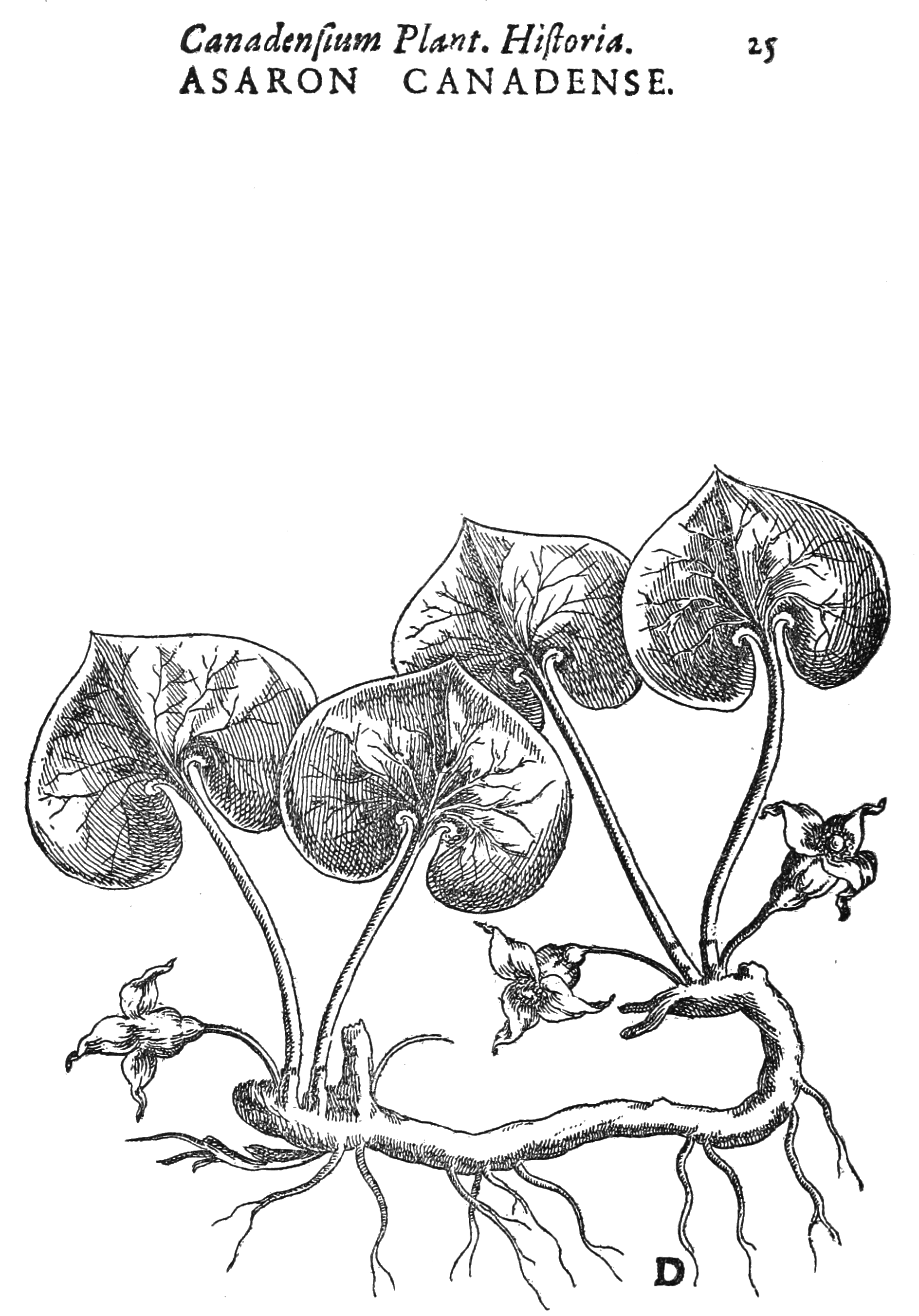
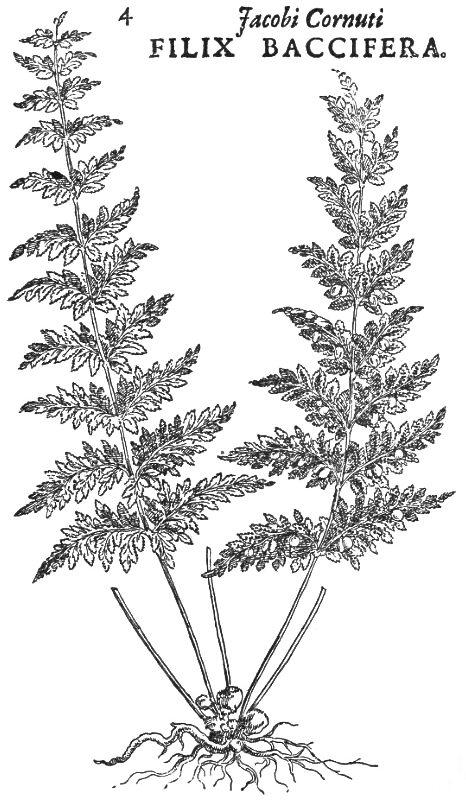